# Leichtathletik-Weltmeisterschaften 2019/Teilnehmer (Authorised Neutral Athletes)
| Gelbes Symbol für Goldmedaillen mit stilisierten Olympischen Ringen | Graues Symbol für Silbermedaillen mit stilisierten Olympischen Ringen | Braundes Symbol für Bronzemedaillen mit stilisierten Olympischen Ringen |
| ------------------------------------------------------------------- | --------------------------------------------------------------------- | ----------------------------------------------------------------------- |
| 2                                                                   | 3                                                                     | 1                                                                       |

Als Authorised Neutral Athletes (ANA) genehmigt der Internationale Leichtathletikverband (IAAF) folgenden russischen Athletinnen und Athleten den Start bei den Leichtathletik-Weltmeisterschaften 2019 in Doha unter neutraler Flagge.

## Ergebnisse

### Frauen

#### Laufdisziplinen
| Athletin           | Disziplin        | Vorlauf        | Vorlauf | Halbfinale | Halbfinale | Finale    | Finale |
| Athletin           | Disziplin        | Zeit           | Platz   | Zeit       | Platz      | Zeit      | Platz  |
| ------------------ | ---------------- | -------------- | ------- | ---------- | ---------- | --------- | ------ |
| Xenija Aksjonowa   | 400 m            | 51,99 s        | 26      | DNQ        | DNQ        | –         | –      |
| Aljona Mamina      | 400 m            | 52,15 s        | 29      | DNQ        | DNQ        | –         | –      |
| Polina Miller      | 400 m            | 51,96 s        | 25      | DNQ        | DNQ        | –         | –      |
| Sardana Trofimowa  | Marathon         |                |         |            |            | 2:52:46 h | 22     |
| Walerija Andrejewa | 400 m Hürden     | 56,79 s        | 27      | DNQ        | DNQ        | –         | –      |
| Wera Rudakowa      | 400 m Hürden     | 55,51 s SB     | 14      | 55,57 s    | 18         | DNQ       | DNQ    |
| Jekaterina Iwonina | 3000 m Hindernis | 9:35,59 min SB | 19      |            |            | DNQ       | DNQ    |
| Anna Tropina       | 3000 m Hindernis | 9:44,06 min    | 26      |            |            | DNQ       | DNQ    |
| Jana Smerdowa      | 20 km Gehen      |                |         |            |            | 1:43:49 h | 31     |

#### Sprung/Wurf
| Athletin            | Disziplin      | Qualifikation        | Qualifikation        | Finale               | Finale               |
| Athletin            | Disziplin      | Weite/Höhe           | Platz                | Weite/Höhe           | Platz                |
| ------------------- | -------------- | -------------------- | -------------------- | -------------------- | -------------------- |
| Marija Lassizkene   | Hochsprung     | 1,94 m               | 03                   | 2,04 m               | Gold                 |
| Irina Iwanowa       | Stabhochsprung | 4,35 m               | 29                   | DNQ                  | DNQ                  |
| Aljona Lutkowskaja  | Stabhochsprung | 4,35 m               | 27                   | DNQ                  | DNQ                  |
| Anschelika Sidorowa | Stabhochsprung | 4,60 m               | 01                   | 4,95 m WL            | Gold                 |
| Darja Klischina     | Weitsprung     | nicht auf Startliste | nicht auf Startliste | nicht auf Startliste | nicht auf Startliste |
| Jelena Sokolowa     | Weitsprung     | 6,43 m               | 24                   | DNQ                  | DNQ                  |
| Sofja Palkina       | Hammerwurf     | 68,53 m              | 19                   | DNQ                  | DNQ                  |
| Jelisaweta Zarewa   | Hammerwurf     | 70,35 m              | 14                   | DNQ                  | DNQ                  |

### Männer

#### Laufdisziplinen
| Athlet            | Disziplin    | Vorlauf | Vorlauf | Halbfinale | Halbfinale | Finale    | Finale |
| Athlet            | Disziplin    | Zeit    | Platz   | Zeit       | Platz      | Zeit      | Platz  |
| ----------------- | ------------ | ------- | ------- | ---------- | ---------- | --------- | ------ |
| Fjodor Schutow    | Marathon     |         |         |            |            | 2:18:58 h | 35     |
| Sergei Schubenkow | 110 m Hürden | 13,27 s | 4       | 13,18 s    | 5          | 13,15 s   | Silber |
| Wassili Misinow   | 20 km Gehen  |         |         |            |            | 1:26:49 h | Silber |

#### Sprung/Wurf
| Athlet             | Disziplin   | Qualifikation | Qualifikation | Finale     | Finale |
| Athlet             | Disziplin   | Weite/Höhe    | Platz         | Weite/Höhe | Platz  |
| ------------------ | ----------- | ------------- | ------------- | ---------- | ------ |
| Michail Akimenko   | Hochsprung  | 2,29 m        | 01            | 2,35 m PB  | Silber |
| Ilja Iwanjuk       | Hochsprung  | 2,29 m        | 01            | 2,35 m PB  | Bronze |
| Alexei Fjodorow    | Dreisprung  | 16,71 m       | 18            | DNQ        | DNQ    |
| Dmitri Sorokin     | Dreisprung  | 16,86 m       | 14            | DNQ        | DNQ    |
| Maxim Afonin       | Kugelstoßen | 19,82 m       | 28            | DNQ        | DNQ    |
| Alexander Lesnoi   | Kugelstoßen | 19,62 m       | 31            | DNQ        | DNQ    |
| Alexei Chudjakow   | Diskuswurf  | 61,27 m       | 24            | DNQ        | DNQ    |
| Jewgeni Korotowski | Hammerwurf  | 76,36 m       | 09            | 75,14 m    | 12     |
| Denis Lukjanow     | Hammerwurf  | 73,17 m       | 19            | DNQ        | DNQ    |

#### Zehnkampf
| Athlet           | Disziplin | 100 m      | Weitsprung | Kugelstoßen | Hochsprung | 400 m      | 110 m Hürden | Diskuswurf | Stabhochsprung | Speerwurf  | 1500 m         | Punkte  | Platz |
| ---------------- | --------- | ---------- | ---------- | ----------- | ---------- | ---------- | ------------ | ---------- | -------------- | ---------- | -------------- | ------- | ----- |
| Ilja Schkurenjow | Ergebnis  | 11,02 s SB | 7,61 m     | 14,71 m SB  | 2,11 m SB  | 49,36 s SB | 14,28 s SB   | 48,75 m PB | 5,20 m         | 59,56 m SB | 4:41,95 min SB | 8494 SB | 4     |
| Ilja Schkurenjow | Punkte    | 856        | 962        | 772         | 906        | 844        | 939          | 844        | 972            | 731        | 668            | 8494 SB | 4     |